# DraftSight
DraftSight является проприетарной 2D САПР (системой автоматизированного проектирования и автоматизированной разработки) для инженеров, архитекторов, дизайнеров, студентов и преподавателей. Продукт был разработан Dassault Systemes и позволяет пользователям создавать, редактировать и просматривать файлы форматов DWG и DXF.
DWG-файлы содержат двоичные данные для проектирования CAD, и этот формат используется многими программами САПР. Формат DWG, разработанный компанией Autodesk и используемый в AutoCAD более 35 лет, является стандартом де-факто в современном проектировании и часто используется для преобразования файлов CAD в универсальный формат, который можно прочитать в других программах САПР.
DraftSight имеет схожий интерфейс и функционал с классическим AutoCAD версий R14, 2000-2008, потому он сразу приобрел популярность среди инженеров, работающих с 2D чертежами.
DraftSight конкурирует с более чем тремя десятками 2D- или гибридных 2D/3D-систем на рынке. DraftSight для Windows была выпущена в феврале 2011 года и была скачана более 1,8 миллиона раз (по состоянию на декабрь 2011 года).
Поддерживает языки: английский, упрощенный китайский, традиционный китайский, чешский, французский, немецкий, итальянский, испанский, японский, корейский, польский, португальский, турецкий и русский язык.

## Функциональность DraftSight
- Полная поддержка DWG/DXF файлов, чтение/запись
- Сохранение чертежей в формате DWT/DWG/DXF предыдущих версий (требуется активация по Email)
- Создание бинарных или ASCII DXF файлов
- Внедрение растровых файлов (.bmp, .gif, .jpg, .jpeg, .png, .tif, & .tiff)
- Внедрение ссылок внешних чертежей
- Печать чертежей в формат файлов .plt, .jpg, .pdf, .png, & .svg
- Сохранение в форматы .wmf?, .jpeg, .pdf, .png, .sld, .svg, .tif, & .stl
- Создание много-страничных PDF файлов
- Публикация для eDrawings
- Экспорт в форматы файлов *.bmp, *.emf, *.jpg,*.pdf, *.png, *.sld,*.svg, *.tiff

## Отказ от бесплатной версии
21 марта 2019 года в рассылке пользователям программы было сообщено о релизе новой версии DraftSight 2019. С выходом новой версии под Windows прекращается выпуск бесплатной версии для данной платформы. 
DraftSight 2019 представляет собой серьезное обновление программного обеспечения. Чтобы удовлетворять наиболее востребованным у наших пользователей возможностям и функциональности, DraftSight 2019 предоставляет новые мощные функции и надежные возможности 3D, наряду с широким выбором продуктов и гибкостью. Мы также инвестируем в другие технологии, включая предстоящую облачную версию DraftSight и многое другое.
Все версии DraftSight до 2018 включительно прекратят работу после 31 декабря 2019. В случае загрузки и установки DraftSight 2019 повторно загрузить или получить доступ к любой предыдущей бесплатной версии DraftSight (2018 или более ранней версии) не удастся.
Версия для Mac OS в стадии бета тестирования и их судьба пока неизвестна.